# Корејски језик
Корејски језик (한국말, хангукмал; 조선말, чосонмал) је званични језик Северне и Јужне Кореје, као и кинеске пограничне префектуре Јанбјан. Овај језик говоре и многи корејски емигранти у Јапану, Русији, САД и другде. Овај језик говори око 80 милиона људи. Име овог језика у Јужној Кореји је хангукмал (кореј. 한국말) или хангугео. У Северној Кореји га називају чосонмал (кореј. 조선말) или чосоно. За писање корејског користи се писмо хангул (40 слова: 19 сугласника, 21 самогласник). Овај систем писања је створио Сенџонг Велики 1446. Постоји и писмо ханџа које је слично кинеском. Оно се данас повремено користи само у Јужној Кореји, и то у комбинацији са хангулом.
Корејски језик је члан корејске језичке фамилије, званични и национални језик обе Кореје, са различитим стандардизованим званичним формама у свакој земљи. Историјски и модерни лингвисти класификују корејски као језички изолат. Упркос тога он има неколико изумрлих сродника, који заједно са самим корејским и чеџу језиком (који се говори у провинцији Чеџу и сматра донекле особеним) формирају корејску језичку фамилију. Из тога следи да корејски у ствари није изолат, већ члан језичке микрофамилије. Идеја да корејски припада контроверзној алтајској језичкој фамилији је дискредитована академским истраживањима. Корејски је аглутинативан у погледу његове морфологије и има устаљен распоред субјекта, објекта и глагола у својој синтакси.

## Историја
Савремени корејски потиче од средњекорејског, који потиче од старокорејског, који потиче од протокорејског језика за који се генерално сугерише да има своју језичку домовину. Витман (2012) сугерише да су се прото-Корејци, који су већ били присутни у северној Кореји, проширили на јужни део Корејског полуострва око 300. године пре нове ере и коегзистирали са потомцима јапанских култиватора Мумуна (или су их асимилирали). Оба народа су имала утицај један на други и каснији ефекат оснивача је умањио унутрашњу разноликост обе језичке породице.
Од Корејског рата, кроз 70 година раздвајања, разлике између севера и југа су се развиле у стандардном корејском, укључујући варијације у изговору и изабраном речнику, али ове мање разлике могу се наћи у било ком од корејских дијалеката, који су још увек у великој мери међусобно разумљиви.

### Системи писања
Кинески знакови су стигли у Кореју (погледајте кинеско-зиничке изговоре за више информација) заједно са будизмом током ере Прото-Три краљевства у 1. веку пре нове ере. Они су шрилагођени за корејски и постали су познати као Ханча, и остали су као главно писмо за писање корејског преко миленијума поред разних фонетских писама која су касније измишљена као што су Иду, Гугиеол и Хјангчал. Углавном привилеговане елите су се школовале да читају и пишу у Ханчи. Међутим, већина становништва је била неписмена.
У 15. веку, краљ Сејонг Велики је лично развио абецедни систем писања који је данас познат као хангул. Сматрао је да Ханча није адекватан да се пише корејски и да је то био узрок његове веома ограничене употребе; Хангул је дизајниран да помогне у читању Ханче, као и да у потпуности замени Ханчу. Уведен у документ Хунмичеонгеум, назван је еонмун (колоквијално писмо) и брзо се проширио широм земље како би се повећала писменост у Кореји. Хангул су нашироко користиле све корејске класе, али је често третиран као амкеул („скрипта за жене“) и занемариван од стране привилегованих елита, док је Ханча сматран јинсеом („правим писмом“). Сходно томе, службени документи су увек били писани у Ханчи током чосон ере. Пошто већина људи није могла да разуме Ханчу, корејски краљеви су понекад објављивали јавна обавештења у потпуности написана на хангулу још у 16. веку за све корејске класе, укључујући необразоване сељаке и робове. До 17. века, елитна класа Јангбана размењивала је хангул писма са својим робовима, што сугерише високу стопу хангулске писмености током чосон ере.

## Класификација
Класификација корејског језика у систему светских језика је још увек предмет спорења међу филолозима.
Већи број истраживача сматра да је корејски језик посебна грана алтајске језичке групе, попут јапанског језика. Китански језик има више речничких компоненти сличних корејском који се не налазе у другим монголским или тунгуским језицима, што указује на корејски утицај на Китан. Постоје и мишљења да се ради о изолованом језику. Корејски језик има следеће типолошке сличности са алтајским језицима (тунгуски, монголски, турски), које ипак нису докази генетске сродности:
- Хармонија самогласника (само њени остаци),
- Рестрикција сугласничких префикса,
- Аглутинација,
- Одсуство сугласничке и самогласничке алитерације,
- Одсуство релативних заменица и везника,
- Постојање конјуктива.

Још значајније су лексичке сличности са алтајским језицима. Међутим, ни само постојање фамилије алтајских језика није универзално прихваћено међу научницима.
Историјски и данас постоји јака структурна веза корејског са јапанским, при чему постоје бројни облици који су по начину творбе и значењу идентични. Ипак, не постоји сличност у лексици. За објашњење овог феномена још не постоје задовољавајуће теорије.
Сличност са кинеским језиком је једино у позајмљеним речима, које су последица културне блискости. Корејски језик нема структурних сличности са сино-тибетанским језицима.

## Особине
Корејски језик је аглутинативан, попут угро-финских језика. Ред речи у реченици је по шаблону: субјекат-објекат-глагол. У корејском не постоји граматички члан, род ни број. Глаголи се мењају само по лицима. Постоје посебне групе именица и глаголски облици који се користе за учтиво обраћање старијој особи или особи вишег статуса. Поред тога, постоји 7 „нивоа обраћања“ који се односе на јавне наступе, а везани су за формални значај ситуације.

## Речник
Процењује се да је 60-70% речника у корејском заједничко са кинеским. Неке речи су дошле из монголског (услед инвазије Монгола у 13. веку), а неке из санскрита (због продора будизма у 4. веку). У последње време у корејском језику су се појавиле речи из јапанског језика и из западноевропских језика, посебно енглеског. Корејски језик у Северној Кореји је примио мање ових утицаја.

## Систем писања
Испод се налази табела симбола корејске абецеде и њихових канонских IPA вредности:
| Хангул 한글 | ㅂ | ㄷ | ㅈ | ㄱ | ㅃ | ㄸ | ㅉ | ㄲ | ㅍ | ㅌ | ㅊ | ㅋ | ㅅ | ㅎ | ㅆ | ㅁ | ㄴ | ㅇ | ㄹ   |
| RR          | b  | d  | j  | g  | pp | tt | jj | kk | p  | t  | ch | k  | s  | h  | ss | m  | n  | ng | r, l |
| IPA         |    |    |    |    |    |    |    |    |    |    |    |    |    |    |    |    |    |    | ,    |

| Хангул 한글 | ㅣ | ㅔ | ㅚ | ㅐ | ㅏ | ㅗ | ㅜ | ㅓ | ㅡ | ㅢ | ㅖ | ㅒ  | ㅑ | ㅛ | ㅠ | ㅕ  | ㅟ | ㅞ | ㅙ  | ㅘ | ㅝ |
| RR          | i  | e  | oe | ae | a  | o  | u  | eo | eu | ui | ye | yae | ya | yo | yu | yeo | wi | we | wae | wa | wo |
| IPA         |    |    | ,  |    |    |    |    |    |    |    |    |     |    |    |    |     | ,  |    |     |    |    |

## Пример текста
Члан 1 Универзалне декларације о људским правима
```
모든 인간은 태어날 때부터 자유로우며 그 존엄과 권리에 있어 동등하다. 
인간은 천부적으로 이성과 양심을 부여받았으며 서로 형제애의 정신으로 행동하여야 한다.

```

Транскрипција:
```
modeun ingan-eun taeeonal ttaebuteo jayuloumyeo geu jon-eomgwa gwonlie iss-eo dongdeunghada. 
ingan-eun cheonbujeog-eulo iseong-gwa yangsim-eul buyeobad-ass-eumyeo seolo hyeongjeaeui jeongsin-eulo haengdonghayeoya handa.

```